# فرودگاه صحرایی کمبریج/ریدز
فرودگاه صحرایی کمبریج/ریدز (به انگلیسی: Cambridge/Reid's Field Airport) یک فرودگاه خصوصی است که یک باند فرود آسفالت دارد و طول باند آن ۱۱۴۱ متر است. این فرودگاه در کشور کانادا و در استان انتاریو قرار دارد و در ارتفاع ۳۲۰ متری از سطح دریا واقع شده‌است.